# Milk & Honey (deutsche Band)
Milk & Honey (Milch & Honig) war ein deutsches Popduo. Es wurde 2006 mit den beiden Sängerinnen Anne Ross und Manel Filali gegründet. Bekannt wurde das Duo Ende 2006 mit seiner Debütsingle Habibi (je t’aime).

## Werdegang
Knapp ein Jahr nachdem Ross aus der Castingband Preluders ausgestiegen war, nahm sich der deutsche Musikproduzent Uwe Fahrenkrog-Petersen der Sängerin an. Er formierte für das Plattenlabel Warner Music zusammen mit der aus Algerien stammenden Sängerin Filali das Duo Milk & Honey. In Zusammenarbeit mit den Produzenten Bülent Aris und Felix Schönewald entstand der Ethno-Popsong Habibi (Liebling), der herkömmliche Poprhythmen mit orientalischen Melodien kombiniert.
Das Duo trat beim Fernsehsender ProSieben in der Castingshow Popstars und in der Sendung Das perfekte Dinner auf VOX auf und erreichte mit Habibi die Top 20 der deutschen Singlecharts. Am 7. September 2007 wurde eine zweite Single mit Namen Didi aus dem Debütalbum Elbi ausgekoppelt. Das zugehörige Musikvideo wurde am 17. August 2007 beim Musiksender VIVA im Format „NEU“ vorgestellt.

## Besetzung
Anne („Milk“) Ross (* 17. März 1985 in Dersum) wuchs in Norddeutschland auf. Der Einstieg in das Unterhaltungsgeschäft gelang ihr im Sommer 2003 durch die Castingshow Popstars – Das Duell. Im Verlauf der Sendung setzte sie sich gegen zahlreiche Konkurrentinnen durch und wurde schließlich Mitglied der Girlgroup Preluders. Mit der ersten Single der Band erreichte Ross im Dezember 2003 Platz eins der deutschen Charts. Nachdem weitere große Erfolge ausblieben und das musikalische Schaffen stagnierte, verließ sie Ende 2005 als drittes von ursprünglich fünf Mitgliedern die Gruppe.
Manel („Honey“) Filali (* 11. Dezember 1981 in Algier) stammt aus Algerien. Noch als Kind zog sie mit ihrer Familie nach Paris, wo sie musikalisch durch französischsprachigen Rap beeinflusst wurde. Seit 2009 ist sie mit dem ehemaligen Fußballprofi Karim Matmour verheiratet.

## Diskografie
Alben
- 2007: Elbi

Singles
- 2006: Habibi (je t’aime)
- 2007: Didi (Original: Cheb Khaled – Didi)
- 2008: 7 Seconds (in Polen)